# ダニエル・ラスカウ
ダニエル・ラスカウ（Florin Daniel Lascău 、1969年5月15日-) はドイツの柔道選手。ルーマニアのビホル県・オラデア出身。現役時代は78kg級の選手。身長178cm。

## 人物
最初はルーマニアの選手として活躍していたが、1989年にルーマニアを去って西ドイツに向かうと、1991年にはドイツに帰化した。1991年の世界選手権では決勝でベルギーのヨハン・ラーツと対戦して、先に隅返で技ありを取られるも払腰で技ありを取り返すと、さらに崩袈裟固と小内刈で有効を追加して逆転で優勝を果たした。しかし、翌年のバルセロナオリンピックでは初戦で敗れた。その後は階級を86kg級に上げるが、以前ほどの活躍は見られなかった。
引退後はIJF スポーツ・ディレクターを務めた。また、イギリス柔道連盟のパフォーマンス・ディレクターに就任した。さらにその後、IJFの主任審判理事となった。

## 主な戦績
- 1986年 - ヨーロッパジュニア　3位
- 1987年 - ヨーロッパジュニア　3位
- 1988年 - ポーランド国際　3位
- 1991年 - ドイツ国際　3位
- 1991年 - 世界選手権　優勝
- 1995年 - ドイツ国際　2位(86kg級)